# Karl Wilhelm Gropius
Karl Wilhelm Gropius (Braunschweig, 1793. április 4. – Berlin, 1870. február 20.) német festő.

## Pályafutása
Kora ifjúságától kezdve díszletfestéssel foglalkozott és utazásai közben megismerkedett Daguerre és Bouton diorámáival. 1822-ben a berlini művészeti akadémia tagja lett, 1827-ben képgyűjteménnyel összekötött diorámát nyitott meg, később mint a királyi színház díszletfestője és felügyelője működött. Igen sok torzképet is rajzolt.